# Mercenasco
Mercenasco es una comune italiana situada en la ciudad metropolitana de Turín, en Piamonte. Tiene una población estimada, a finales de mayo de 2022, de 1320 habitantes.

## Evolución demográfica
| Gráfica de evolución demográfica de Mercenasco entre 1861 y 2022 |
|                                                                  |
| Fuente: ISTAT - Elaboración gráfica de Wikipedia                 |